# Vicetone
I Vicetone sono un duo di producer e disc jockey olandesi formatosi a Groninga e composto da Ruben den Boer (22 gennaio 1992) e Victor Pool (9 luglio 1992). Nel 2013 sono stati inseriti nella Top 100 di DJ Mag, arrivando ad occupare la posizione numero 36 nell'anno seguente.

## Storia del gruppo
Appassionati di musica elettronica sin da piccoli, Ruben e Victor si conoscono all'età di 15 anni, durante la scuola, trascorsa insieme condividendo i gusti musicali e le canzoni preferite. Influenzati da artisti come Tiësto, Eric Prydz e gli Swedish House Mafia, cominciano a mettere in pratica le loro passioni in qualcosa di musicalmente concreto, iniziando nei primi mesi del 2012 a produrre musica progressive house remixando vari artisti e pubblicando proprie canzoni a titolo gratuito, come California, Twenty e Hope con Barack Obama alla voce. Nello stesso anno firmano per Monstercat per la quale pubblicano il loro primo singolo a pagamento, Harmony.
Dopo aver distribuito altri remix, il successo arriva nel 2013 con il secondo singolo per Monstercat, Heartbeat con Collin McLoughlin, che va a toccare la top 10 dei singoli su Beatport. Il medesimo successo si ripete pubblicando, per Trice Recordings, il singolo Stars con Jonny Rose. In estate il duo firma per la Protocol Recordings di Nicky Romero, per la quale pubblica il singolo Tremble. In autunno il duo torna a produrre per Trice Recordings per la quale pubblicano il singolo Chasing Time con Daniel Gidlund. Nell'estate del 2013, inoltre hanno accompagnato in tour Nicky Romero, mentre in autunno hanno seguito le NERVO.
Nel 2014 Ruben e Victor colgono l'occasione di un singolo per la Spinnin' Records, per la quale distribuiscono Lowdown, con il quale tornano in cima alle classifiche di genere. In seguito pubblicano due nuovi singoli per la Protocol Recordings, commercializzando White Lies con Chloe Angelides e Let Me Feel  con Nicky Romero che sarà il loro primo singolo a raggiungere la prima posizione su Beatport. Pubblicano inoltre Ensemble per Doorn Records e Heat per la Revealed Recordings. In occasione dell'Ultra Music Festival di Miami creano il brano United We Dance, che verrà utilizzato nell'aftermovie e commercializzato per Ultra Records. Per concludere l'anno pubblicano infine What I've Waited For per Monstercat in collaborazione con D. Brown.
Nel 2015 firmano per Spinnin' Records e pubblicano No Way Out con Kat Nestel. Producono inoltre il brano ufficiale dell'Ultra Music Festival 2015 a Miami, insieme a JHart, Follow Me. All'Ultra Music Festival 2015 presentano un altro singolo con Kat Nestel, Angels, a cui ne seguirà un altro sempre con lei, Nothing Stopping Me. Il 2015 termina con altri due singoli, Catch Me e I'm On Fire, pubblicati rispettivamente per Dim Mak e Spinnin' Records.
Il 2016 inizia con un altro brano pubblicato per Spinnin', Pitch Black. La canzone era stata suonata all'Ultra Miami dell'anno precedente e su internet era già presente da anni, ma con una melodia leggermente diversa e denominata Renegade. In seguito vengono pubblicati due remix gratuiti: il primo è del brano PROJECT: Yi e verrà pubblicato nell'album Warsongs per League Of Legends, il secondo è il remix di Is This Love di Bob Marley. Il duo pubblica successivamente il primo EP: Aurora. L'EP contiene cinque canzoni, Bright Side (con alla voce il duo Cosmos & Creature), Don't You Run (con alla voce Raja Kumari), Siren (con alla voce Pia Toscano), The Otherside e Green Eyes; le prime due canzoni sono state presentate prima della pubblicazione effettiva dell'EP. Presentanto inoltre un altro remake, quello del brano Hot Stuff della cantautrice americana Donna Summer, che verrà pubblicato con il titolo di Hawt Stuff. Pubblicano successivamente per Monstercat un singolo in collaborazione con la cantante Cozi Zuehlsdorff, Nevada, ma tornano poi in Spinnin' con Anywhere I Go. Collaborano inoltre con la violinista Lindsey Stirling per produrre il brano Afterglow, pubblicato nell'album Brave Enough. Terminano l'anno con due singoli, Kaleidoscope (con alla voce la cantante Grace Groundy) e Landslide (in collaborazione con la band americana Youngblood Hawke), entrambi per Spinnin' Records.
Nel 2017 non pubblicano nuovi brani fino a giugno, quando viene presentato il singolo I Hear You, sotto l'etichetta discografica canadese Monstercat. Per Monstercat pubblicano inoltre Apex, che farà parte di un album le cui canzoni prenderanno parte della colonna sonora del videogioco Rocket League. Ad agosto tornano in Spinnin', con il brano Collide (alla voce c'è la cantante Rosi Golan).
Il 2018 comincia con la pubblicazione del singolo Fix You, per l'etichetta discografica Spinnin' Records. Seguono Way Back e Walk Thru Fire (con la collaborazione rispettivamente delle cantanti Cozi Zuehlsdorff e Meron Ryan), pubblicate invece per l'etichetta canadese Monstercat. In novembre pubblicano un'altra canzone per Monstercat, Something Strange, in collaborazione con la cantautrice americana Haley Reinhart, primo singolo dell'EP Elements, che verrà pubblicato nel febbraio 2019.
Il 18 gennaio 2019 pubblicano Fences col cantante Matt Wertz, secondo singolo del loro EP Elements.
A partire dal 2013 realizzano l'End Of the Year Mix ogni anno, un'esclusiva dell'etichetta discografica Proximity ad eccezione degli anni 2017 e 2018.
A partire da marzo 2020 il loro remix del brano Astronomia del musicista russo Tony Igy, pubblicato nel 2010 e remixato dal duo nel 2014, è diventato virale sul web grazie al meme Dancing Pallbearers in cui vengono raffigurati dei portatori di bare del Ghana che ballano durante una cerimonia funebre, come vuole un'usanza locale.

### Classifica Top DJ Mag
Classifica annuale stilata dalla prestigiosa risvista DJ Magazine:
- 2017: #125[5]
- 2020: #110[6]
- 2021: #130

## Discografia

### Album in studio
- 2021 – Legacy

### EP
- 2016 – Aurora EP
- 2019 – Elements

### Singoli
- 2013 – Stars (feat. Jonny Rose)
- 2013 – California
- 2013 – Tremble
- 2013 – Chasing Time (feat. Daniel Gidlund)
- 2014 – Lowdown
- 2014 – White Lies (feat. Chloe Angelides)
- 2014 – Ensemble
- 2014 – Astronomia 2014 (con Tony Igy)
- 2014 – Heat
- 2014 – United We Dance
- 2014 – What I've Waited For (feat. D. Brown)
- 2015 – No Way Out (feat. Kat Nestel)
- 2015 – Let Me Feel (con Nicky Romero feat. When We Are Wild)
- 2015 – Follow Me (feat. J.Hart)
- 2015 – Angels (feat. Kat Nestel)
- 2015 – Twenty
- 2015 – Nothing Stopping Me (feat. Kat Nestel)
- 2015 – Catch Me
- 2015 – I'm on Fire
- 2016 – Pitch Black
- 2016 – Bright Side (feat. Cosmos & Creature)
- 2016 – Don't You Run (feat. Raja Kumari)
- 2016 – Siren (feat. Pia Toscano)
- 2016 – Bright Side (feat. Cosmos & Creature)
- 2016 – Hawt Stuff
- 2016 – Nevada (feat. Cozi Zuehlsdorff)
- 2016 – Anywhere I Go
- 2016 – Kaleidoscope (feat. Grace Grundy)
- 2016 – Landslide (con Youngblood Hawke)
- 2017 – I Hear You
- 2017 – Collide (feat. Rosi Golan)
- 2018 – Fix You
- 2018 – Way Back (feat. Cozi Zuehlsdorff)
- 2018 – Walk Thru Fire (feat. Meron Ryan)
- 2018 – South Beach
- 2018 – Something Strange (feat. Haley Reinhart)
- 2019 – Fences (feat. Matt Wertz)
- 2019 – Waiting (feat. Daisy Guttridge)
- 2019 – Ran out of Reasons (feat. Merōn & Night Panda)
- 2019 – Aftermath
- 2020 – I Feel Human (feat. BullySongs)
- 2020 – Animal (feat. Jordan Powers & Bekah Novi)
- 2020 – Shadow (feat. Allie X)
- 2021 – No Rest

### Remix

#### 2012
- Calvin Harris ft. Ne-Yo – Let's Go (Vicetone Remix)
- Flo Rida – Whistle (Vicetone Remix)
- Adele – Someone Like You (Vicetone Remix)
- Maroon 5 – Payphone (Vicetone Remix)
- Nicky Romero & Fedde le Grand ft. Matthew Koma – Sparks (Vicetone Remix)
- Morgan Page – The Longest Road (Vicetone Remix)
- Youngblood Hawke – We Come Running (Vicetone Remix)
- Zedd – Clarity (Vicetone Remix)

#### 2013
- Hook N Sling vs Nervo – Reason (Vicetone Remix)
- Doctor P. ft. Eva Simons – Bulletproof (Vicetone Remix)
- Cazzette – Weapon (Vicetone Remix)
- David Puentez feat. Shena – The One (Vicetone remix)
- Matthew Koma – One Night (Vicetone Remix)
- Nervo – Hold On (Vicetone Remix)
- Nicky Romero vs. Krewella – Legacy (Vicetone Remix)
- Linkin Park & Steve Aoki - A Light That Never Comes (Vicetone Remix)

#### 2014
- Krewella - Enjoy The Ride (Vicetone Remix)
- Cash Cash - Overtime (Vicetone Remix)
- Dillon Francis, The Chain Gang of 1974, Sultan & Shepard - When We Were Young (Vicetone Remix)

#### 2015
- Urban Cone ft. Tove Lo - Come Back To Me (Vicetone Remix)
- Little Boots - No Pressure (Vicetone Remix)
- Hardwell & Tiësto ft. Andreas Moe - Colors (Vicetone Remix)
- Kelly Clarkson - Invincible (Vicetone Remix)

#### 2016
- PROJECT: Yi (Vicetone Remix)
- Vicetone X Bob Marley - Is This Love
- Bonnie McKee - I Want It All (Vicetone Remix)
- The Weeknd - Starboy (feat. Daft Punk) (Vicetone Remix)

#### 2017
- A R I Z O N A - Oceans Away (Vicetone Remix)
- Dua Lipa - New Rules (Vicetone Remix)

#### 2018
- The Prodigy - Omen (Vicetone Remix)
- The Knocks (feat. Foster The People) - Ride Or Die (Vicetone Remix)

#### 2020
- Alesso - Midnight (Vicetone Remix)